# Spongaobaria
Spongaobaria is een geslacht van hooiwagens uit de familie Cosmetidae.
De eerste wetenschappelijke naam van het geslacht werd in 1993 als Baria gepubliceerd door González-Sponga. Die naam bleek echter al in gebruik als Baria Karsch, 1896 voor een geslacht van slakrupsvlinders. Daarop publiceerde Hüseyin Özdikmen in 2008 het nomen novum Spongaobaria voor het geslacht.

## Soorten
Spongaobaria is monotypisch en omvat slechts de volgende soort:
- Spongaobaria neblinensis